# Hawkwell, Northumberland
Hawkwell är en ort i civil parish Stamfordham, i grevskapet Northumberland i England. Orten är belägen 19 km från Morpeth. Hawkwell var en civil parish 1866–1955 när det uppgick i Stamfordham. Civil parish hade 115 invånare år 1951.